# Samuels bok
Denna artikel handlar om romanen av Sven Delblanc.  För bibelböckerna, se Första Samuelsboken och Andra Samuelsboken.
Samuels bok (ISBN 91-0-057152-0) utkom 1981 och är den första boken i böckerna om Samuel och hans döttrar. Boken är skriven av Sven Delblanc och handlar om Samuels liv runt sekelskiftet 1800-1900. Serien fortsätter med Samuels döttrar.
Samuels bok är en roman, vilket Delblanc understryker i efterordet. Dock bygger hela första delen, Pastor Eriksson, på hans egen morfars (Axel Nordfält) dagboksanteckningar, och Delblanc säger att boken är ett sätt att behandla sina förfäders liv och leverne.
Romanen är en av titlarna i boken Tusen svenska klassiker (2009).

## Sammanfattning
Efter att ha varit i Amerika med sin fru och varit pastor, kommer Samuel till Sverige och ska tjäna sitt uppehälle som präst där. Hans prästutbildning från Amerika godtas inte, och pengar till studier har han inte. Den enda tjänst han lyckas få är ett vikariat på Gotland, långt bort från sin familj.
En hel höst fram till vintern får man följa Samuels dagboksanteckningar tillsammans med en berättelse om vad han verkligen gör på dagarna. På prästgården lever han som rik, med tillgång till ett stort bibliotek och med tjänarinna. Han umgås med biskopen och vinner dessutom böndernas förtroende. Dock har Samuel inte mycket pengar; han må ha en präktig prästgård till låns, men nästan allt han får i lön skickar han hem till sin fru och barn.
Samuel är nog inte dum, men till slut hamnar han i problem. Han köper en alltför dyr kostym på kredit, och en ung flicka förälskar sig i honom - hon hoppar i hans famn, men han får skulden. Till slut, på vintern, blir han entledigad från sin tjänst och får åka hem. Präst blir han dock aldrig mera, numera är det bara Mäster Samuel.
Mäster Samuel kommer hem, och får leva med sina barn en tid. Han blir dock aldrig riktigt sig själv, och i den fattigdom som kommer av att storasyster är den enda som kan jobba - som piga - kommer Samuel aldrig ur sitt bedrövade tillstånd. Samuel blir känd som Tok-Sam i bygden, och hamnar till slut på hospital i Kristinehamn.
Samuels bok berättar vidare om hur Samuel till sist dör på hospital, och även hur deras barn klarar sig fram till tonåren och under tonårstiden.

### Fotnoter
1. 1 2 3 4  Gradvall, Nordström, Nordström, Rabe, Jan, Björn, Ulf, Anina. Tusen svenska klassiker. Norstedts Förlagsgrup. Läst 12
2. ↑  Gradvall et al 2009, nr. 587